# Lea Boy
Lea Boy, née le 24 janvier 2000, est un nageuse allemande, spécialisée dans la nage en eau libre.

## Palmarès

### Championnats du monde
- Championnats du monde 2022 à Budapest ( Hongrie) :
  -  Médaille d'argent du 25 km féminin en eau libre.
  -  Médaille d'or du relais mixte 4 x 1500m en eau libre avec Oliver Klemet, Leonie Beck et Florian Wellbrock.
- Championnats du monde 2019 à Gwangju ( Corée du Sud) :
  -  Médaille d'or du team relay en eau libre avec Rob Muffels, Sarah Köhler et Soeren Meissner.

### Championnats d'Europe
- Championnats d'Europe de natation 2020 à Budapest ( Hongrie) :
  -  Médaille d'or du 25 km.
  -  Médaille d'argent du 5 km par équipes.

- Championnats d'Europe de natation 2024 à Belgrade ( Serbie) :
  -  Médaille d'argent du 25 km en eau libre.

- Championnats d'Europe de nage en eau libre 2025 à Stari Grad ( Croatie) :
  -  Médaille de bronze du 3 km élimination.
  -  Médaille de bronze du 10 km.

### Championnats d'Europe juniors
- Championnats d'Europe juniors de natation 2016 à Hódmezővásárhely  ( Hongrie):
  -  Médaille de bronze du 800 m nage libre.